# Battaglia di Vértes
La battaglia di Vértes (in ungherese vértesi csata), fu un conflitto svoltosi nel 1051, quando l'imperatore Enrico III il Nero tentò di invadere l'Ungheria e fu sconfitto dal re Andrea I d'Ungheria e dal duca Béla d'Ungheria.

## Contesto storico
Dopo la morte del re Stefano I nel 1038, l'Ungheria fu teatro di una serie di conflitti di successione, finché il re Andrea I si affermò al potere nel 1046. Dopo la morte dell'imperatore del Sacro Romano Impero Enrico II, il suo successore Corrado II, membro di un'altra dinastia, cercò di assumere il controllo dell'Ungheria come regno vassallo. Anche suo figlio, l'imperatore Enrico III, portò avanti questa strategia geopolitica e attaccò l'Ungheria nel 1051.
Andrea I era conscio del fatto che, col tempo, Enrico III avrebbe voluto vendicarsi della disfatta patita in precedenza. Andrea convinse il fratello Béla a fare ritorno dalla Polonia in Ungheria nel 1048. Subito dopo, lo nominò comandante supremo delle armate magiare, tenendo conto della sua vasta esperienza in ambito politico e militare. Inoltre, concesse al fratello un terzo del regno (tercia pars regni) e gli riservò il titolo di duca, garantendogli anche un alto grado di indipendenza. 
Le prime schermaglie avvenute a ridosso dei confini tra l'Ungheria e il Sacro Romano Impero si verificarono nel 1050. L'imperatore Enrico III invase l'Ungheria nell'agosto del 1051.

## La battaglia

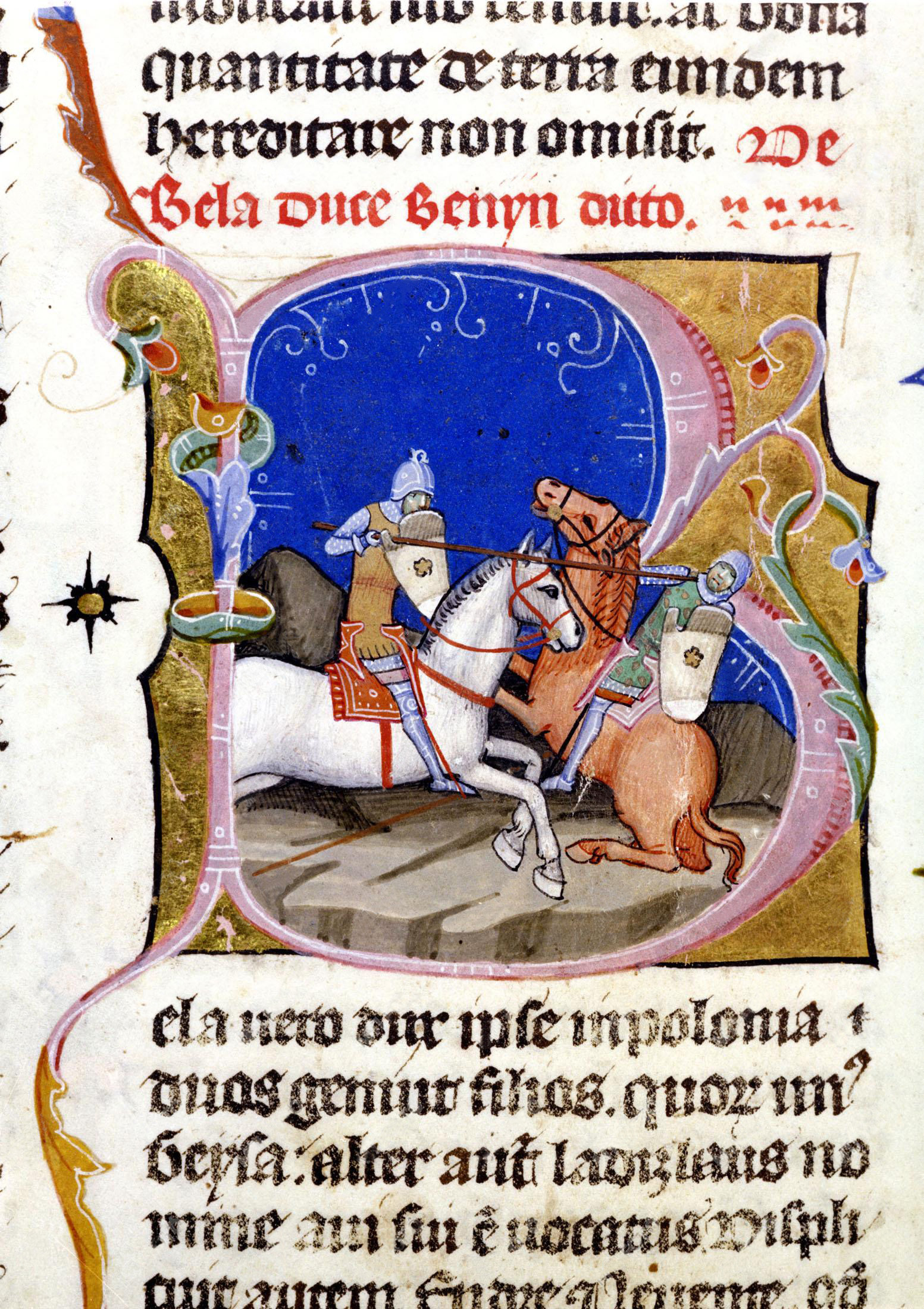
Il duca Béla in una miniatura tratta dalla Chronica Picta (1358)

L'esercito tedesco si avvicinò alla controparte nemica da due direzioni. Uno dei due schieramenti attraversò il fiume Vág e giunse fino al fiume Nitra. Aggirando la porta di confine occidentale (il cosiddetto gyepű che si sviluppava tra il comitato di Moson e il comitato di Sopron), Enrico III irruppe nel Transdanubio dalla Stiria. L'altro esercito rispondeva agli ordini del vescovo Gebardo di Ratisbona; questa parte dell'esercito si assicurò il fiume Danubio e su di esso furono trasportati i rifornimenti all'esercito.
Le truppe tedesche cercarono di ingaggiare battaglia, ma gli avversari ricorsero alla tattica della terra bruciata contro le truppe imperiali, proprio come Stefano fece nel 1030 contro Corrado II. La popolazione fu scacciata dall'esercito tedesco, mentre il cibo fu requisito o distrutto. In seguito, gli invasori raggiunsero le colline di Vértes e, secondo alcune fonti, Albareale (Székesfehérvár). Tuttavia, il duca Béla diresse le sue armate alle spalle dei tedeschi per rendere più salda e sicura la difesa della porzione di territorio situata tra i fiumi Zala e Raba, nonché delle zone cuscinetto del comitato di Moson. I tedeschi stavano patendo la fame perché non trovavano cibo e il loro flusso di rifornimenti veniva ostacolato. Inoltre, i soldati venivano costantemente attaccati dagli ungheresi e, pressoché ogni giorno, si verificavano scontri su scala minore. Gli arcieri a cavallo magiari aggredivano le sentinelle di notte, aggredivano le truppe che uscivano dall'accampamento in cerca di viveri e poi si dileguavano dopo aver scoccato qualche freccia. Fu allora che i tedeschi decisero, lasciando le colline di Vértes, di dirigersi a nord verso le imbarcazioni che trasportavano le vettovaglie. Tuttavia, le navi avevano abbandonato la propria posizione, in quanto il duca Béla fece prigioniero uno dei loro comandanti e spedì al vescovo, a nome dei tedeschi, una missiva in cui dichiarava che la campagna era finita e che sarebbe tornato a Ratisbona.
L'imperatore rimase deluso dalla speranza di ricevere aiuto dalle navi e morì di fame. Un miserabile flagello affliggeva tutto il suo esercito, insieme ai cavalli e agli animali da soma. Inoltre, gli Ungheresi e i Peceneghi li attaccavano brutalmente di notte in notte, li uccidevano con frecce avvelenate, scagliando delle corde nelle loro tende e facendo così molti prigionieri di soppiatto. I tedeschi, terrorizzati dalla pioggia di frecce che li inondava e li consumava, si trincerarono sulle colline e formarono un muro di scudi sopra di loro, i vivi e i morti giacciono nella stessa tomba. Poiché nelle tombe che si scavavano per i morti durante il giorno finivano per ritrovarsi quelli prima vivi di notte, mentre ciò che si scavava per i vivi di notte finiva per essere occupato dai morti durante il giorno.»

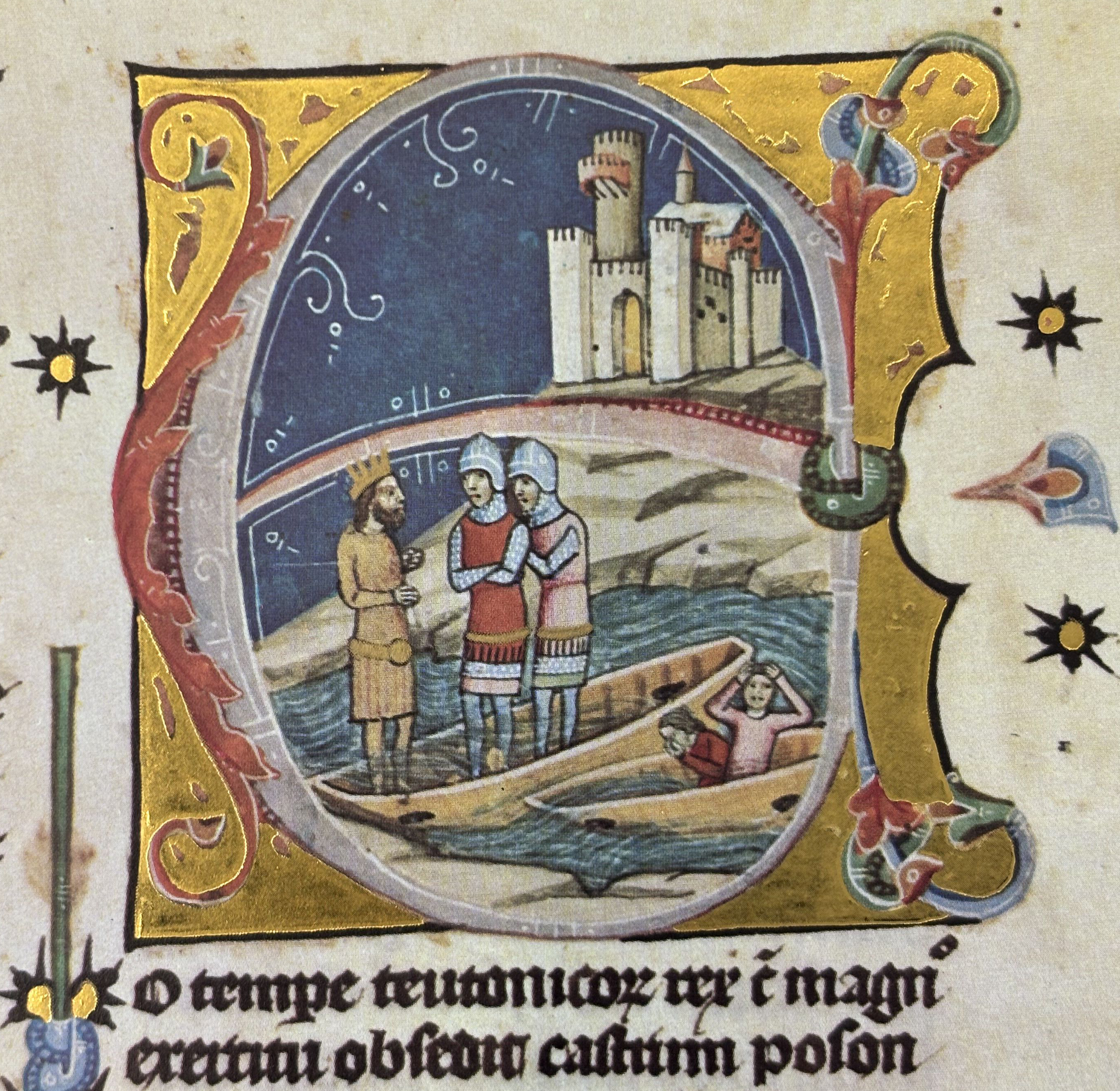
La distruzione delle navi dell'imperatore Enrico III presso la città di Pozsony (la moderna Bratislava) nel 1052. Miniatura tratta dalla Chronica Picta

(Chronica Picta)

## Conseguenze
Secondo una leggenda riferita dalle cronache ungheresi medievali, le colline di Vértes devono il nome alle armature (vért in ungherese) abbandonate dai soldati tedeschi in ritirata. Durante la fallimentare campagna del 1051-1052, le truppe in ritirata di Enrico III partirono infatti in tutta fretta per facilitare la loro fuga attraverso le montagne.
Dopo la disfatta patita, le armate tedesche furono ulteriormente respinte da Andrea I d'Ungheria nella battaglia di Pozsony del 1052, evento che pose definitivamente fine agli ambiziosi piani di espansione di Enrico III in Ungheria.

### Fonti primarie
- Dezső Dercsényi, Leslie S. Domonkos (a cura di), Chronica Picta, Corvina, Taplinger Publishing, 1970, ISBN 0-8008-4015-1.

### Fonti secondarie
- (EN) Július Bartl, Dušan Škvarna, Viliam Čičaj e Mária Kohútova, Slovak History: Chronology & Lexicon, Wauconda, Bolchazy-Carducci Publishers, 2002, ISBN 978-08-65-16444-4.
- (EN) Pál Engel, The Realm of St Stephen: A History of Medieval Hungary, 895-1526, I.B. Tauris Publishers, 2001, ISBN 1-86064-061-3.
- (HU) Gyula Kristó, Háborúk és hadviselés az Árpádok korában [Guerre e Tattiche nell'Epoca degli Arpadi], Szukits Könyvkiadó, 2003, ISBN 963-9441-87-2.
- (HU) Gyula Kristó e Ferenc Makk, Az Árpád-ház uralkodói [Sovrani della casata degli Arpadi], I.P.C. Könyvek, 1996, ISBN 963-7930-97-3.
- (EN) Ján Steinhübel, The Duchy of Nitra, in Slovakia in History, Cambridge University Press, 2011,  pp. 15-29, ISBN 978-0-521-80253-6.